# 서울시의사회
서울시의사회(Seoul Medical Association, 약어 SMA)는 서울시의 의사를 위한 단체이다. 본부는 서울특별시 당산동에 있다. 현재 회장은 박명하이다.